# ソリッドスクエア
ソリッドスクエアは、神奈川県川崎市幸区堀川町に所在する複合施設。オフィス棟や商業施設からなる。
1995年4月竣工。JR川崎駅西口にあった明治製菓（現：Meiji Seikaファルマ）の川崎工場跡地を再開発したもので、かわさきテクノピア第2街区の一部である。敷地近くの北側には多摩川が流れている。

## 概要
ツイン構成（西館・東館）の24階建て高層オフィスビル2棟と、地上部には開閉式ガラスドームの屋根と円形の池を持つアリーナがあり、地下にはホールやアスレチッククラブ、地下駐車場（有料：30分200円）などがある。敷地全体とアリーナが近隣に開放された「広場」としての役割をもっており、木々も数多く植えられ、クリスマス時期には池の中央に大きなクリスマスツリーが飾られる。
オフィステナントには企業のほか公共施設も入居し、川崎県民センターや神奈川県パスポートセンター川崎支所など神奈川県の施設もある。
ツインタワーは見る角度によっては一体化した建造物に見え、窓や案内板など随所にみられる正方形のパターンは、事業主の明治製菓の主力商品であった明治ミルクキャラメル（現在は株式会社明治から発売されている）をモチーフとしている。
アリーナ部分の店舗はコンビニエンスストア、喫茶店、ファーストフード、和洋食、中華料理店など多彩な顔ぶれが揃い、オフィスワーカーのランチ場所としても便利である。
1階アリーナは、2006年10月期にTBS系列で放映されたテレビドラマ『鉄板少女アカネ!!』など様々なドラマの撮影に使われている。

## テナント
- オフィス
  - デル、プリマジェスト、PFU、富士古河E&C、和幸商事、東芝、三菱、第一三共、ゼロ、西芝電機、積水ハウス、損保ジャパン、第一生命保険、東京海上日動、太平ビルサービス、群馬銀行、ベルシステム24、Audika、メディアリンクスエルエスアイラボ、プロスパイラ、ヤマト科学、日本海洋科学、日揮触媒化成、日本サーキット、日本グリース、三和運輸機工、平沢運輸、J＆T環境、ALL.C、デマント・ジャパン、ダイアテックジャパン、ファルテック、アイビージャパンほか
- 商業施設
  - 川崎ソリッドスクエア内郵便局、マクドナルド、ドトールコーヒー、ファミリーマート、セブンイレブン、青蓮、大戸屋、タリーズコーヒー、とんかつ和幸、アクセアカフェ、エリックカレーほか
- スポーツクラブ
  - ザバススポーツクラブ、ステップゴルフプラス

- 医療機関
  - スクエアクリニック、大野クリニック、川崎スマイル歯科クリニック、ファイン薬局
- その他
  - みずほ銀行ATMコーナー、川崎県民センター、神奈川県パスポートセンター川崎支所ほか

## 川崎駅西口の再開発地区
- かわさきテクノピア - 明治製糖・明治乳業川崎工場跡地
  - ソリッドスクエア[1]

- ミューザ川崎
  - ミューザ川崎シンフォニーホール
  - ミューザ川崎セントラルタワー
- ラゾーナ川崎 - 東芝川崎事業所（旧堀川町工場）跡地
  - ラゾーナ川崎プラザ
  - ラゾーナ川崎東芝ビル
    - 東芝未来科学館

## アクセス
- JR川崎駅から徒歩5分…400m
- 京急川崎駅から徒歩5分…400m